# 泡沫经济

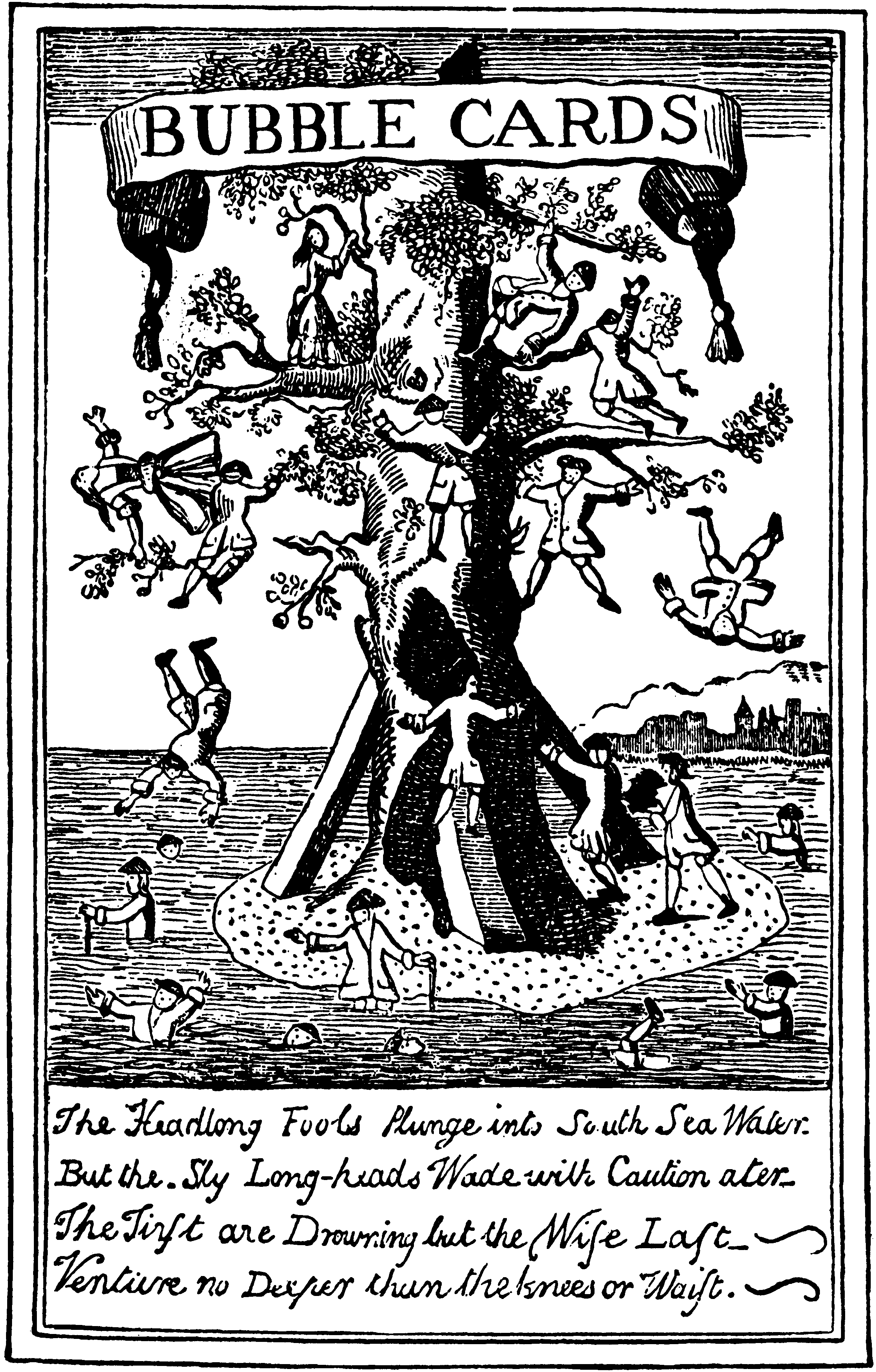
一張用來諷刺南海泡沫事件、一場發生在18世紀初期泡沫經濟崩毀事件的諷刺明信片。

经济泡沫（亦称为投机泡沫或金融泡沫）是指资产的当前价格远远高于其内在价值的时期，而所谓内在价值，是指由其长期基本面所能合理支撑的估值。泡沫的成因可能包括对增长规模和可持续性的过度乐观预期（如“互联网泡沫”），以及认为在投资决策中内在价值不再重要的观念（如“郁金香狂热”）。泡沫现象曾出现在几乎所有资产类别中，包括股票（如“咆哮的二十年代”）、大宗商品（如“铀泡沫”）、房地产（如2000年代的美国房地产泡沫），甚至某些小众资产（如“加密货币泡沫”）。泡沫通常是由于市场中的流动性过剩，和/或投资者心理变化所导致。大型的跨资产泡沫（如1980年代的日本资产泡沫与2020至2021年的“万物泡沫”）则常被归因于央行流动性的推动（例如美联储“看跌期权”的过度使用）。
在泡沫的早期阶段，许多投资者并未意识到正在形成泡沫。人们注意到价格持续上涨，并常认为这种上涨是合理的。因此，泡沫往往只有在其“破裂”并导致价格暴跌之后，才被明确识别出来。

## 简介
泡沫经济经常由大量的投机活动所支撑。由于缺乏实体经济的支撑，因此其资产犹如泡沫一般容易破裂，因此经济学上称之为“泡沫经济”。
泡沫经济发展到一定的程度，经常会由于支撑投机活动的市场预期或者神话的破灭，而导致资产价值迅速下跌，这在经济学上被称为泡沫破裂。20世纪出现过多次泡沫经济浪潮，其中较为著名的是日本80年代广场协议引發的泡沫经济。其主要体现在房地产市场和股票交易市场等领域大幅投機炒作上漲達四年。但是一旦泡沫经济破裂，其影响将波及到一个国家的大多数产业甚至国际经济的走势。
大幅短期衰退的可怕在於各項資本投資標的物都出現了大量來不及脫身的「套牢族」，例如日本的泡沫崩壞從房屋、土地到股市、融資都有人或公司大量套牢破產，之後產生的社會恐慌心理使得消費和投資緊縮的乘数效应，不只毀掉泡沫成分也砍傷了實體經濟，且由於土地與股市的套牢金額通常極大，動輒超過一個人一生所能賺取的金額，導致許多家庭悲劇，所以這四年爆起爆落的經濟大洗牌等於轉移了全日本社會的大筆財富到少數贏家手中，而多數的輸家和高點買屋的一般家庭則成為背債者，對日後長達一代人的日本社會消費萎縮經濟不振種下了因子。
泡沫經濟的階段，第一階段是由對特定商品或者資產的投機活動，引發商品快速通貨膨脹，商品價格快速的上漲。第二階段是商品的價格飆升吸引了大量的人關注，引起更多投機者的加入，商品價格持續攀升，人們相信無論價格多高，總有人會購買。第三階段就是市場無法支撐商品，泡沫破裂，商品的市場價值開始衰退。最後會導致財務問題、經濟蕭條、通貨緊縮、價格崩盤。大多數發生泡沫經濟的歷史案例都是由特定的商品價格快速通膨和投機活動相輔相成做為開端。
进入21世纪以来，中国的房地产持续走热，对此，许多国际经济学者如格林斯潘、井坂忠明皆认为这是新一轮泡沫经济的开始，中国政府对此说法并不同意。
20世纪的泡沫经济往往在各国中央银行提高存款利率之后纷纷破裂。
2010年後，泡沫經濟主要發生在證券市場或房地產等兩類資產。

### 資產泡沫
在泡沫經濟環境中，資產價格因為投機者為了追求利潤盲目追高的行為造成價格膨脹到超過資產未來所有預期收益的價值總和或是資產的總價值，並且其價格的變化往往是暴漲的形式，此時形成資產泡沫。在泡沫經濟破滅後，投機者害怕虧損恐慌殺低的行為會讓資產價格暴跌到低於資產未來所有預期收益的價值總和或資產總價值，資產價值因為資產價格崩跌出現資產價值全面縮減，此時資產泡沫破滅。
泡沫經濟現象在泡沫破滅的資產價格崩跌後，便無法再漲回到暴漲時的價格高點；景氣循環與泡沫經濟不同之處，在於景氣循環時期是因為供需變化造成資產的價格漲跌，並且在需求復甦時，跌落的價格可能回到先前的高點。

### 股权泡沫
股权泡沫的特征是有形投资和满足高需求合法市场的不可持续愿望。这种泡沫的特点是流动性容易，有形和实际资产以及实际的创新可以增强信心，例如鬱金香狂熱、 .com泡沫等。

### 债务泡沫
债务泡沫的特点是无形或基于信贷的投资，在不存在的市场中，几乎无法满足不断增长的需求。 这些泡沫没有实物资产的支持，其特点是轻描淡写的贷款，希望能返还利润或证券。 当政府不再维持法定货币时，这些泡沫通常以债务通缩结束，导致银行挤兑或货币危机。 例如，二十年代咆哮的股票市场泡沫（导致大萧条）和美国房地产泡沫（导致大萧条）。

## 世界各国的泡沫经济
- 17世纪 荷兰发生鬱金香狂熱。
- 17世纪 日本江户时代的元祿泡沫经济。
- 18世纪 法國的密西西比公司泡沫經濟。
- 18世纪 英国的南海公司泡沫经济（南海泡沫事件）。这次事件成为泡沫经济的语源。
- 20世纪20年代 美国泡沫经济。受到第一次世界大战的影響，大量欧洲资金流入美国，导致美国股价飞涨。之后黑色星期二爆发，美国泡沫经济破裂，导致1929年到1930年代的大蕭條，1929年到1933年間道瓊工業指數最大跌幅來到90%。
- 1987年黑色星期一的全球股災，美國道瓊工業指數一天跌幅達到22.6%
- 1990年代日本泡沫经济，日本的日經指數經過1987年全球股災後恢復，但是到了1990年1月到10月日經指數離最高點跌幅最大來到48%。台灣的股市也經歷由12,682高點跌落到2,485點，跌幅達到80.4%。[5]
- 1994年 墨西哥为主的中南美洲泡沫经济
- 1997年 亞洲金融危機
- 1999年 - 2000年 美国互聯網泡沫经济
- 2007年 - 美国为主的全球金融海嘯经济 - 次贷危机
- 2015年 - 2015年中国A股暴跌事件[1]
- 2021年 - NFT炒作泡沫[7][8]